# Meike Akveld
Meike Maria Elisabeth Akveld é uma matemática e autora de livros-texto suíça, cujos interesses profissionais incluem teoria dos nós, topologia simplética e educação matemática. É cientista sênior e lecturer titular do grupo de matemática e formação de professores do Departamento de Matemática do Instituto Federal de Tecnologia de Zurique (ETH Zurique). É também organizadora das competições Canguru Matemático sem Fronteiras na Suíça, e presidente da Association Kangourou sans Frontières, uma sociedade internacional com sede na França dedicada à popularização da matemática.

## Formação
Akveld obteve um bacharelado na Universidade de Warwick e fez a Parte III do Mathematical Tripos na Universidade de Cambridge. Obteve um Ph.D. na ETH Zurique em 2000, com a tese Hofer geometry for Lagrangian loops, a Legendrian knot and a travelling wave, orientada conjuntamente por Dietmar Arno Salamon e Leonid Polterovich.

## Livros
Entre os seus livros de matemática constam:
- Canonical metrics in Kähler geometry (por Gang Tian, baseado em anotações tomadas por Akveld, Birkhäuser, 2000)[8]
- Knoten in der Mathematik: Ein Spiel mit Schnüren, Bildern und Formeln (Knots in mathematics: A game with strings, pictures and formulas, in German, Orell Füssli, 2007)[9]
- Hofer geometry for Lagrangian loops: And a Legendrian Knot and a travelling wave (VDM Verlag, 2008)
- Integrieren - do it yourself (in German, with Ursula Eisler and Daniel Zogg, Orell Füssli, 2010)
- Knots Unravelled: From String to Mathematics (with Andrew Jobbings, Arbelos, 2011)[10]
- Analysis I and Analysis II (in German, with René Sperb, VDF Hochschulverlag, 2012 and 2015)[11]
- Knopen in de wiskunde (Knots in mathematics, in Dutch, with Ab van der Roest, Epsilon Uitgaven, 2015)
- Mathe mit dem Känguru 5: Die schönsten Aufgaben von 2015 bis 2019 (Math with the kangaroo 5: The most beautiful problems from 2015 to 2019, em alemão, com Alexander Unger, Monika Noack, e Robert Geretschläger, Hanser Verlag, 2019)